# Alumil
Alumil Rom Industry este o companie producătoare de profile de aluminiu din România, listată la categoria a II-a a Bursei de Valori București.
Acționarul majoritar al Alumil este grupul industrial Alumil Mylonas-Industria Aluminiului SA din Grecia, implicat în industria de prelucrare a aluminiului, cu o deținere de 55,90%, în timp ce Michail Sotiriou controlează 23,95% din capital (martie 2009).
Valoarea de piață a companiei este de 36,56 milioane RON (8,52 milioane Euro) în martie 2009.
Cifra de afaceri în 2008: 30,87 milioane euro